# Nyírfa-darázscincér
A nyírfa-darázscincér (Isotomus speciosus) a cincérfélék családjába tartozó, Délkelet-Európában honos, lombos fákon élő bogárfaj. 

## Megjelenése
A nyírfa-darázscincér testhossza 10-22 mm. Az előtor felülnézetben nagyjából kerek; szárnyfedőinek oldalvonalai kb. a kétharmadukig párhuzamosak. Alapszíne fekete vagy feketésbarna, csápjai és lábai vörösessárgák, a combok megvastagodott vége többnyire sötét. Az előtoron két kis kerek oldalsó és egy középső-hátsó megnyúlt fehér folt látható. Szintén fehér a pajzsocska, alatta a varraton egy duplafolt, a vállak egy-egy foltja, valamint a szárnyfedők három sávszerű ívelt foltpárja, amelyek közül a középső eléri a varratot, az utolsó pedig a szárnyfedők végét díszíti. Alul a mell oldalai és a potrohlemezek vége fehér. Az előtor nagyon sűrűn és finoman szemecskézett, teljesen fénytelen, szőrözete nagyon finom. A szárnyfedők lesimuló szőrei annyira sűrűek, hogy teljesen elfedik a skulptúrát.

## Elterjedése és életmódja
Délkelet-Európában honos, Északkelet-Olaszországtól a Kárpát-medencén és a Balkánon keresztül a Krímig és a Kaukázusig. Magyarországon elterjedt (főleg a domb- és hegyvidékeken) de viszonylag ritka faj.  
Lárvája különféle lomblevelű fák (gyertyán, tölgy, gesztenye, bükk, szil, juhar) elhalt, száraz törzsében, vastagabb (3-35 cm) ágaiban él. A lárva először a fa felső rétegében fejlődik, majd berágja magát a közepéig. Több generáció idővel szinte az egész faanyagot szétrágja (a fenyőt támadó házicincérhez hasonlóan). A lárva legalább két évig fejlődik (a fa nedvességtartalmától függően). Az imágó júniustól augusztusig rajzik. Éjjel aktív, többnyire a tápnövények száraz ágain, törzseken, farakásokon tartózkodik. 

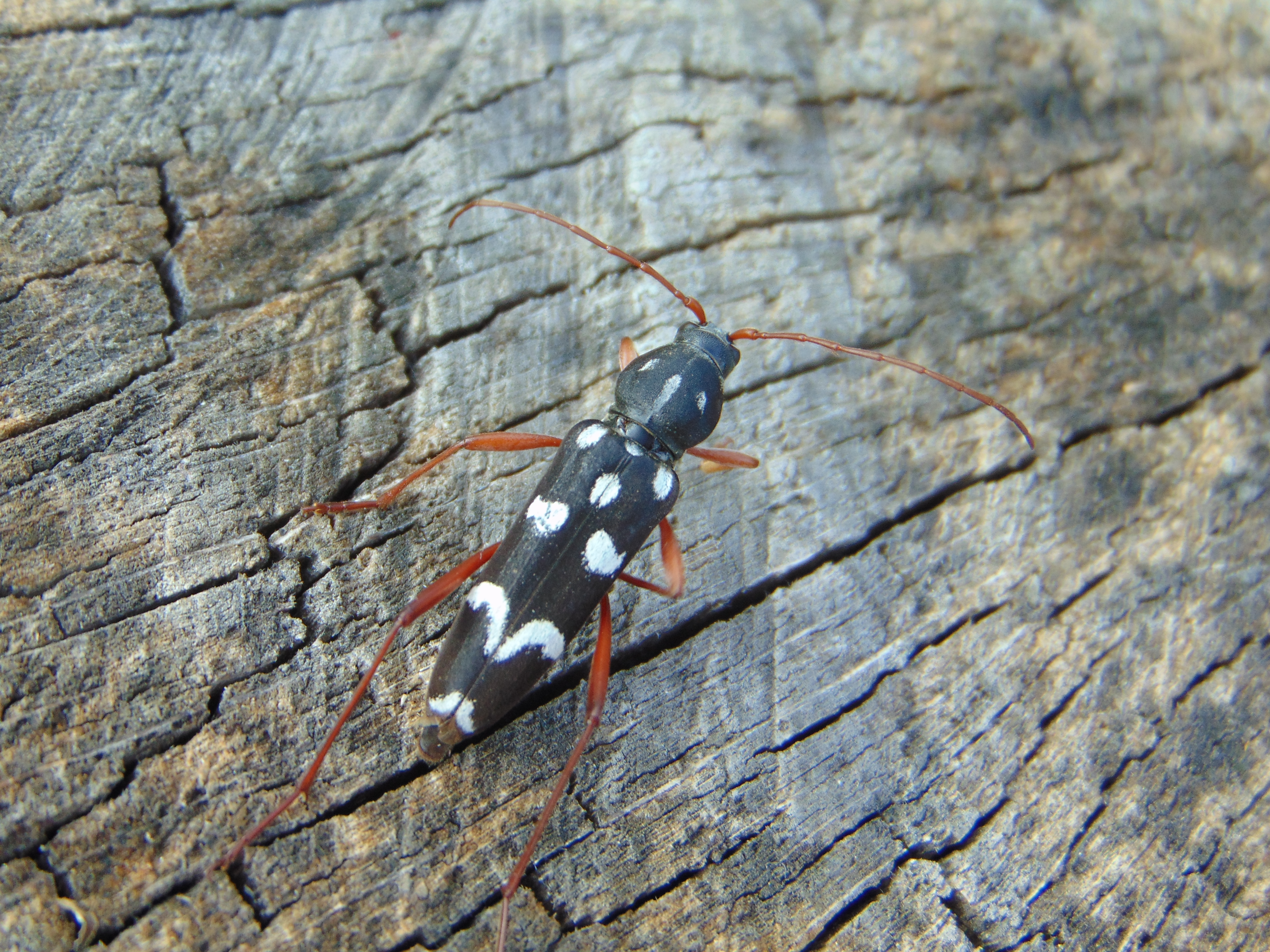
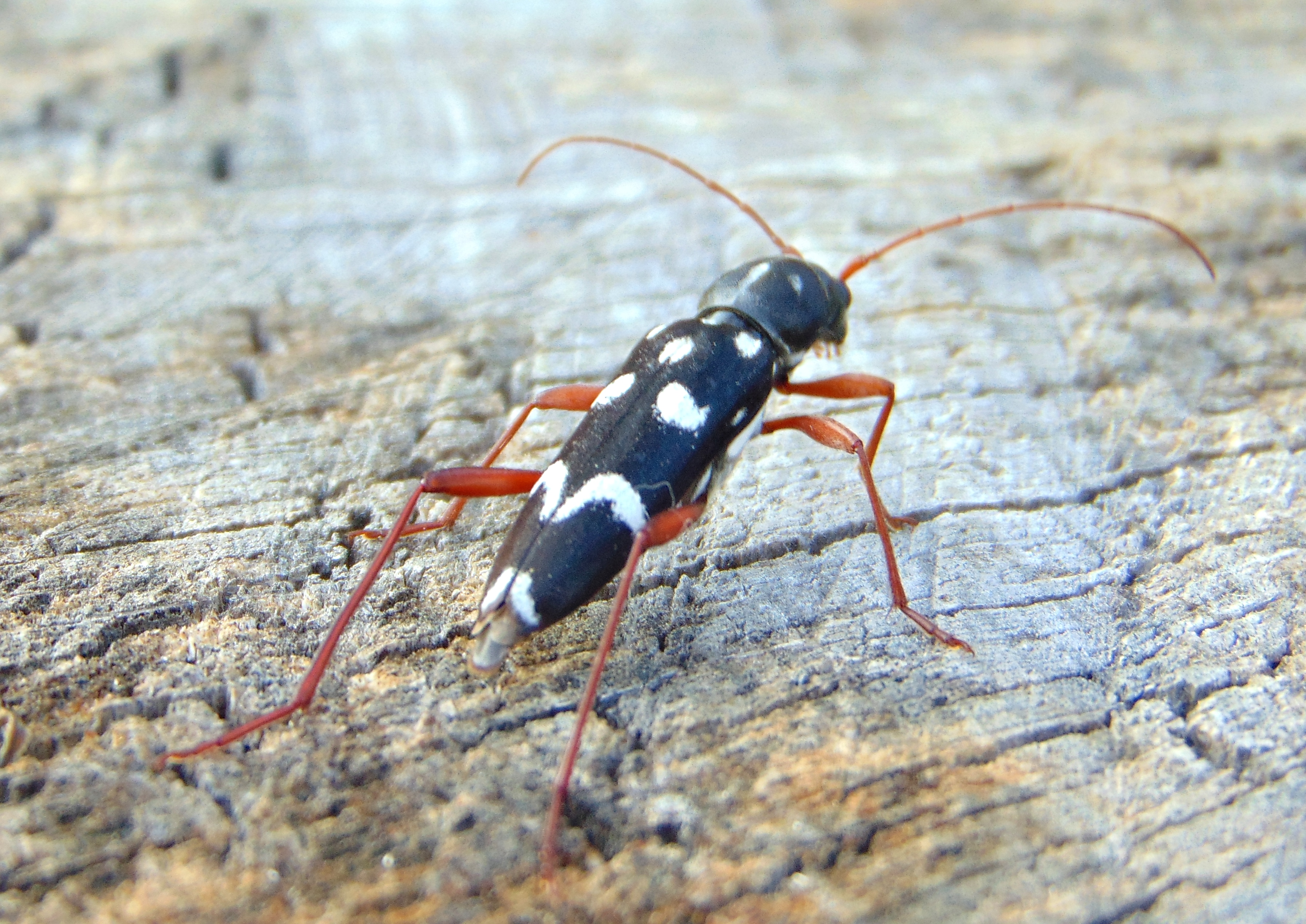
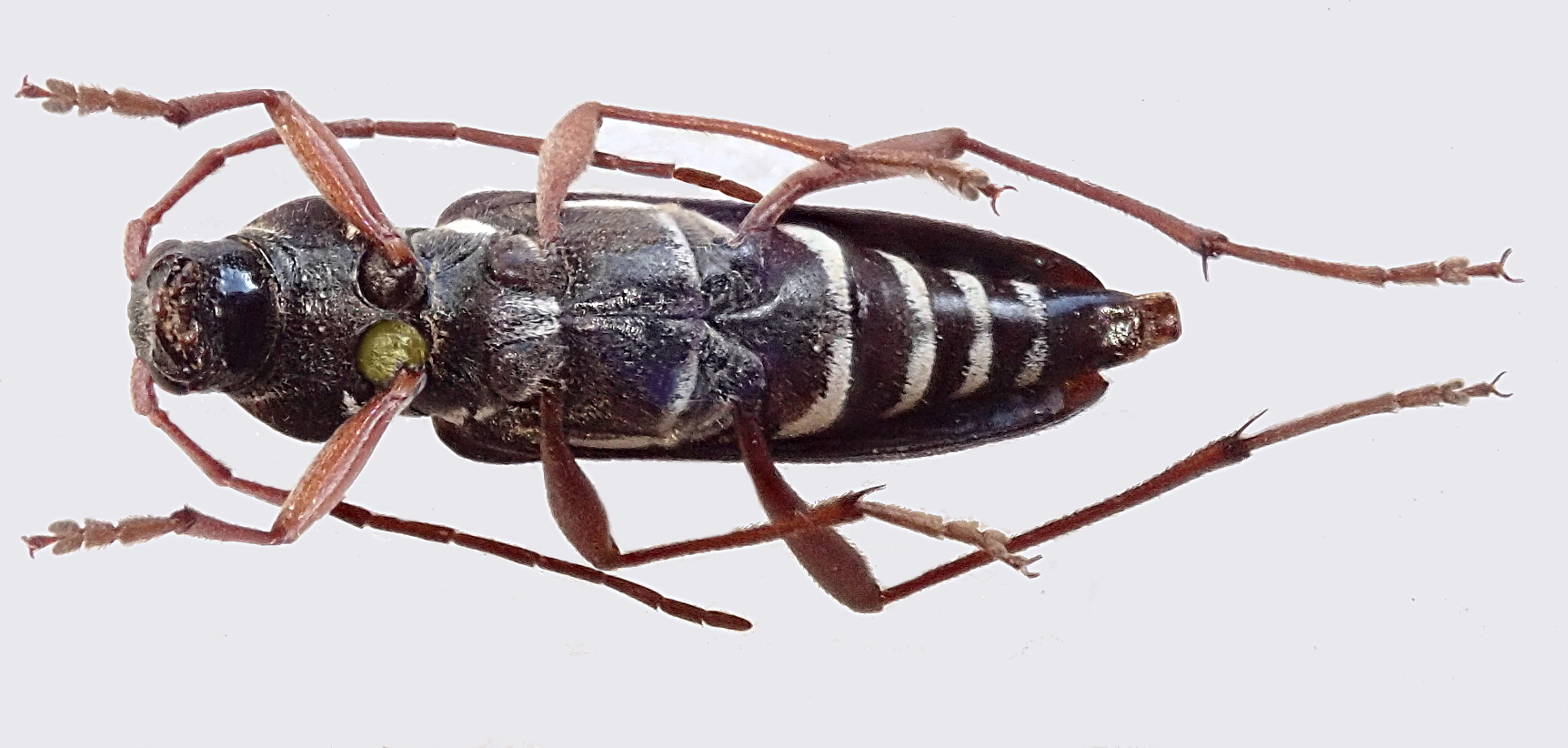
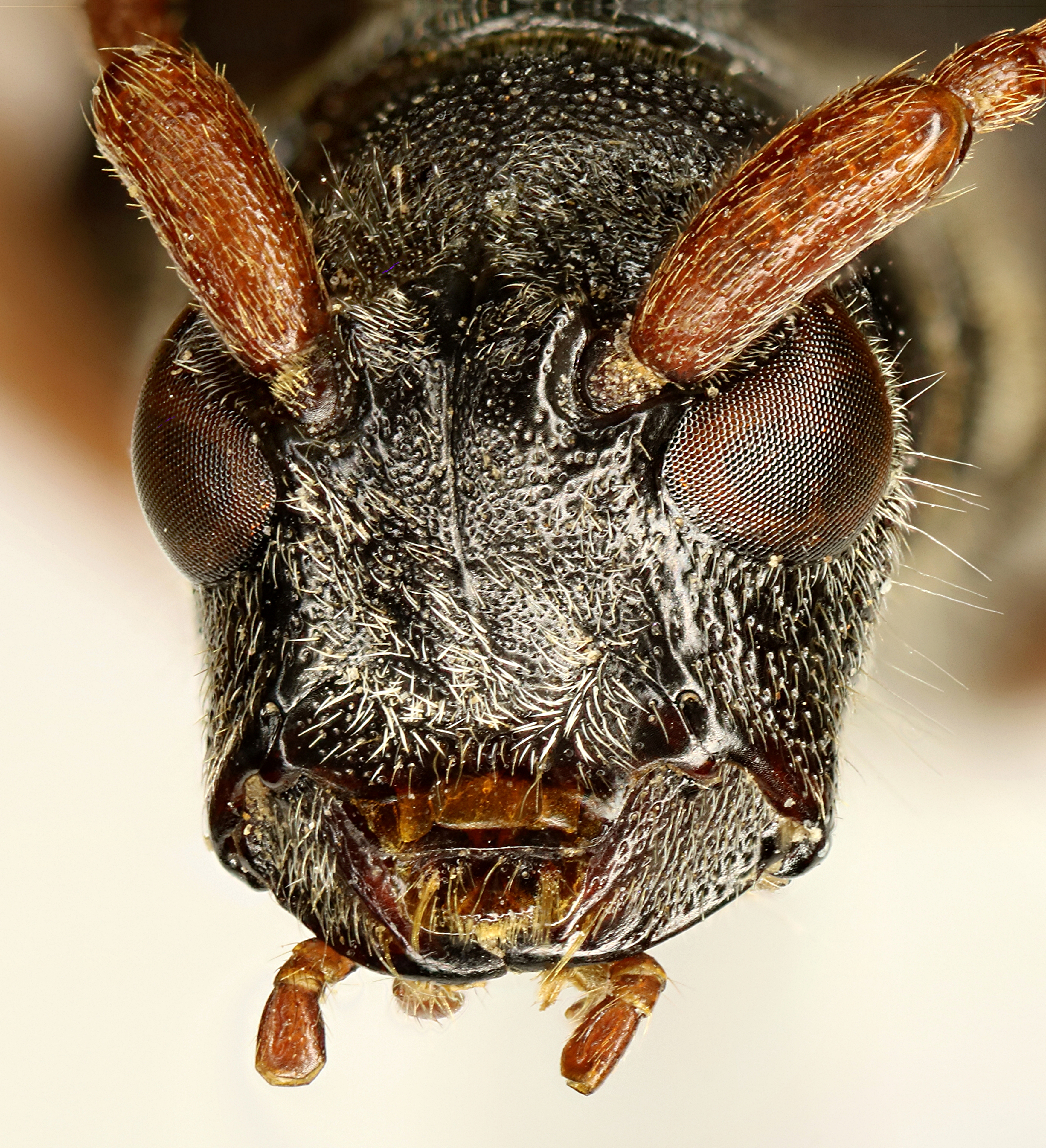
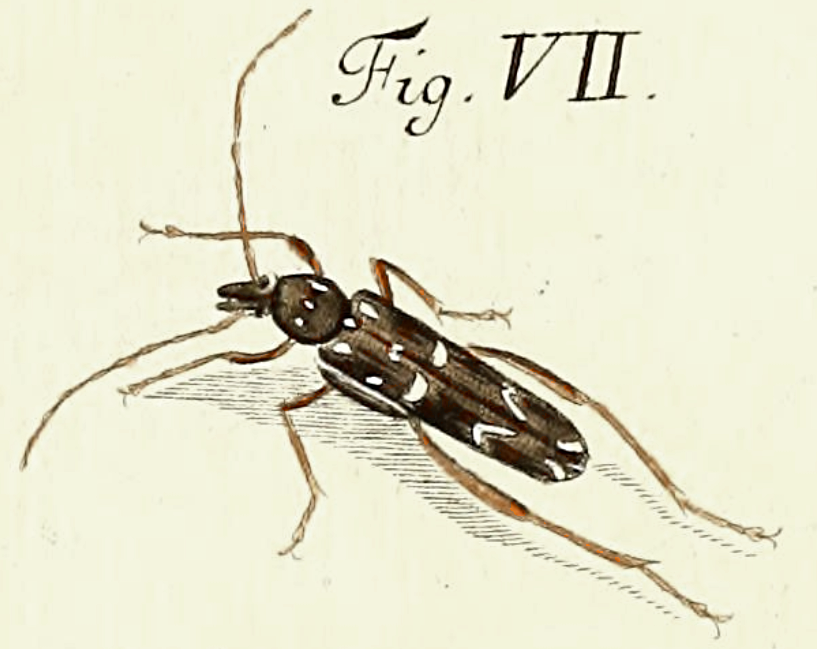

Magyarországon nem védett.